# Platibelodon
Platibelodon je bio rod izumrlih surlaša iz porodice Amebelodontidae koji je živeo na prostorima Kavkaza, Afrike, Azije u periodu Srednjeg Miocena. Platibelodon je bio biljojed.

## Opis
Platibelodon je bio dugačak 3 metra, a visok skoro 2 metra i težak 4,5 tona. Platibelodon je imao dugu surlu koja je bila široka, veoma pogodna za sakupljanje lišća i biljne hrane sa zemlje. Donja vilica mu je bila veoma široka i spljoštena, nalik na lopatu. Ranije se verovalo da je platibelodon živeo u područjima močvara travnatih savana, hraneći se vodenim biljem. Međutim, obrasci habanja na zubima sugerišu da je sa donjim kljovama skidao koru drveća, ali je verovatno za skidanje kore drveta koristio donje sekutiće.

## Vrste
Identifikovano je 7 vrsta roda 'Platybelodon':

## Galerija
- Skelet platibelodona iz Muzeja Unutrašnje Mongolije.
- Skelet platibelodona u Muzeju stena i bonsaija u Vuhanu.
- Rekonstrukcija platibelodona
- Platibelodon na jednom starom posteru

## Spoljašnje veze
- Platibelodon na prehistoric-wildlife.com